# Niedergermanischer Limes

Nördlicher Abschnitt des Niedergermanischen Limes
(zwischen LVGDVNVM BATAVORVM und VLPIA NOVIOMAGVS BATAVORVM) auf der Tabula Peutingeriana

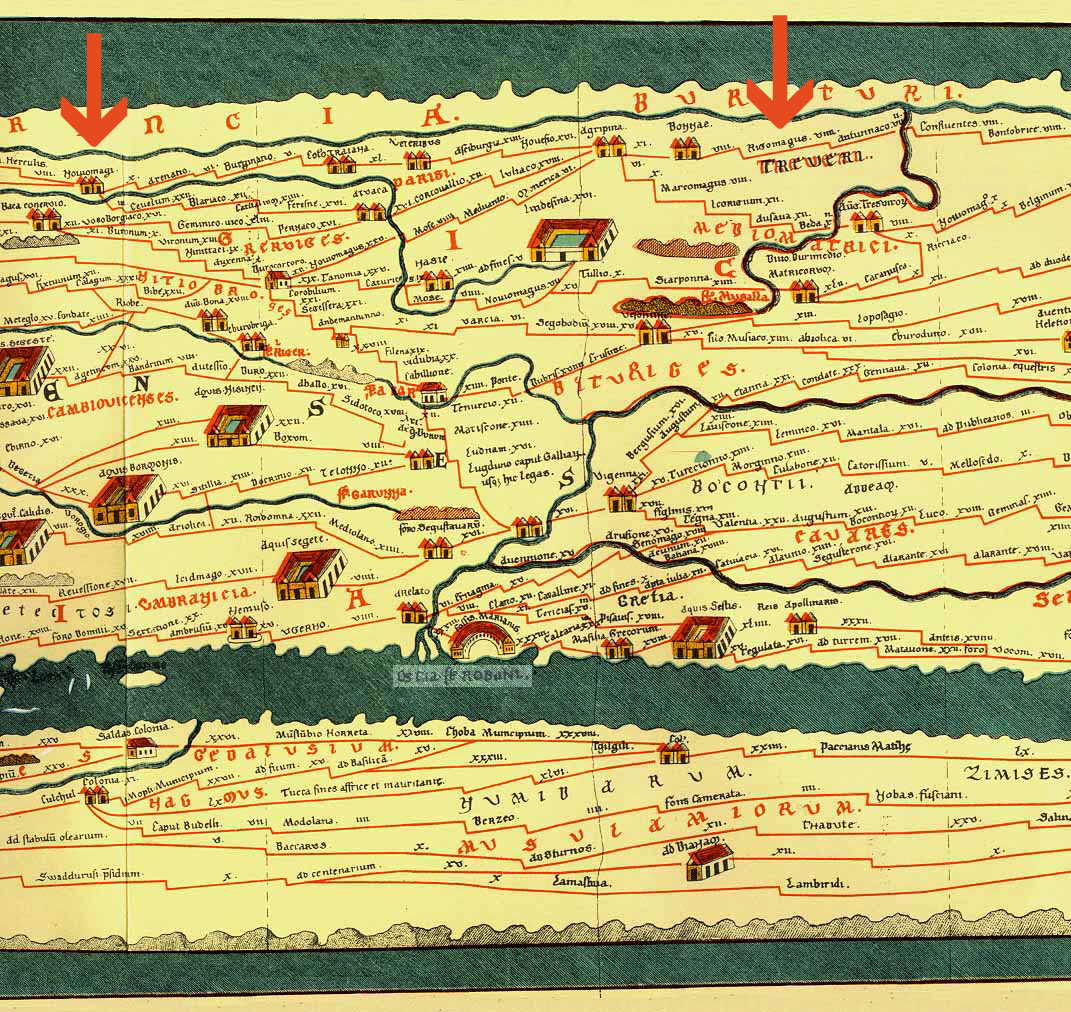
Südlicher Abschnitt des Niedergermanischen Limes
(zwischen VLPIA NOVIOMAGVS BATAVORVM und RIGOMAGVS) auf der Tabula Peutingeriana

Als Niedergermanischer Limes wird die ehemalige Grenze zwischen der römischen Provinz Germania inferior und dem nicht eroberten Teil Germaniens (der sogenannten Germania magna) bezeichnet. Der Niedergermanische Limes trennte den linksrheinischen Teil des Rheinlands sowie der Niederlande, der Bestandteil des Römischen Reichs war, von den rechtsrheinischen Gebieten ab, die nicht unter der vollständigen Kontrolle Roms standen. Der Niedergermanische Limes ist ein Bodendenkmal und seit 2021 Weltkulturerbe der UNESCO.
Die Anlage dieses Limesabschnitts geht zum Teil bereits auf Augustus und dessen Stiefsohn und Feldherrn Drusus zurück, die die natürliche Grenze des Rheins ab dem Jahre 15 v. Chr. zu verstärken begannen. Der Verzicht auf rechtsrheinische Eroberungen im Jahre 16 n. Chr. machte den Rhein zur festen Grenze des römischen Reichs. In ihrem Schutz entstanden eine Vielzahl von Landgütern (Villae Rusticae) und Siedlungen (Vici). Namen und Lage einiger Orte sind insbesondere durch die Tabula Peutingeriana und das Itinerarium Antonini überliefert.

## Topographie des Niedergermanischen Limes

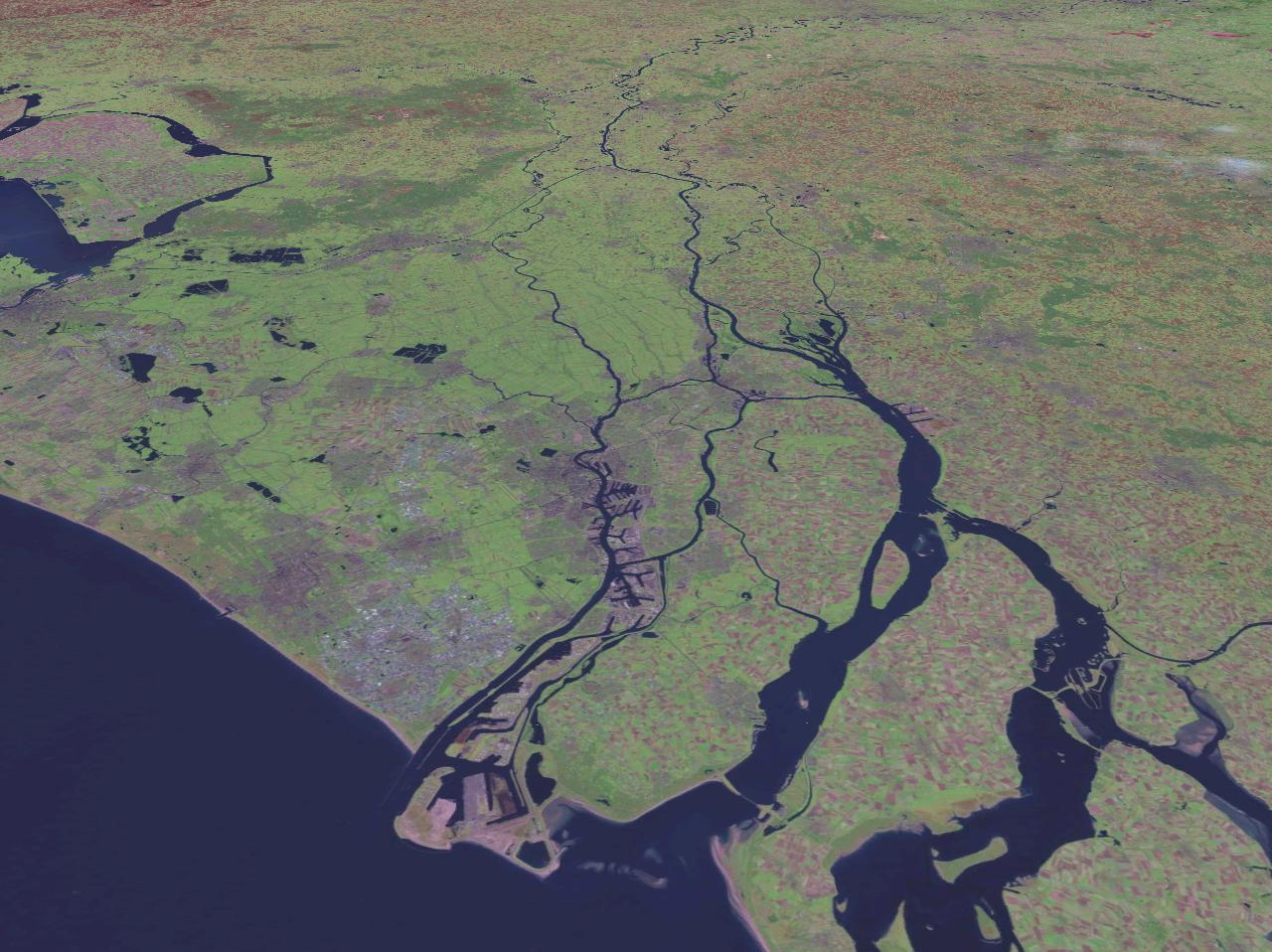
Rhein-Maas-Delta mit dem Niederrhein im Hintergrund

Es handelte sich beim Niedergermanischen Limes nicht um einen mit Wall, Graben, Palisade bzw. Mauer und Wachtürmen befestigten Limes, sondern um eine Flussgrenze (lateinisch ripa), ähnlich den limites an Donau und Euphrat. Die Rheinlinie war mit einer Kette von Kastellen für Auxiliartruppen gesichert.
Der Limesverlauf begann im Mündungsbereich des Oude Rijns bei Katwijk in die Nordsee. Er folgte dem Flusslauf des Rheins und endete am Vinxtbach im heutigen Niederbreisig, einem Stadtteil von Bad Breisig, der Grenze zur Provinz Germania superior. Auf der gegenüberliegenden rechten Rheinseite begann mit dem Kleinkastell Rheinbrohl der Obergermanische Limes.
In seinem Verlauf entlang des Rheins passierte der Niedergermanische Limes vier Landschaften mit unterschiedlicher Topographie und natürlicher Ausprägung. Der südlichste und kleinste Abschnitt, zwischen dem Vinxtbach und der Gegend um Bonn, gehört noch zum Rheinischen Schiefergebirge, in dem der Strom ein relativ enges Tal zwischen den Höhen des Westerwalds und der Eifel bildet. Ab Bonn etwa öffnet sich das Rheintal zur Kölner Bucht, die rechtsrheinisch relativ nahe dem Strom vom Bergischen Land und im Südwesten und Westen von der Eifel und dem Hohen Venn begrenzt wird. Die Kölner Bucht verfügt über fruchtbare Lössböden und ist von einem sehr milden Klima geprägt. Es nimmt daher wenig wunder, dass sich in diesem Bereich in römischer Zeit die meisten ländlichen vici und villae rusticae (Gutshöfe) Niedergermaniens befanden. Im Raum des Legionslagers Novaesium weitet sich die Kölner Bucht zum Niederrheinischen Tiefland, einer Flussterrassenlandschaft. Nur wenig westlich der heutigen deutsch-niederländischen Grenze, etwa im Gebiet des Legionslagers Noviomagus, geht das Niederrheinische Tiefland in die wasserreiche Marschlandschaft über, die von Rhein und Maas gebildet wird und schließlich mit dem Rhein-Maas-Delta an der Nordsee endet.

## Historische Hintergründe

### Anfänge und Zeit der offensiven Ausrichtung (50 v. Chr.–16 n. Chr.)

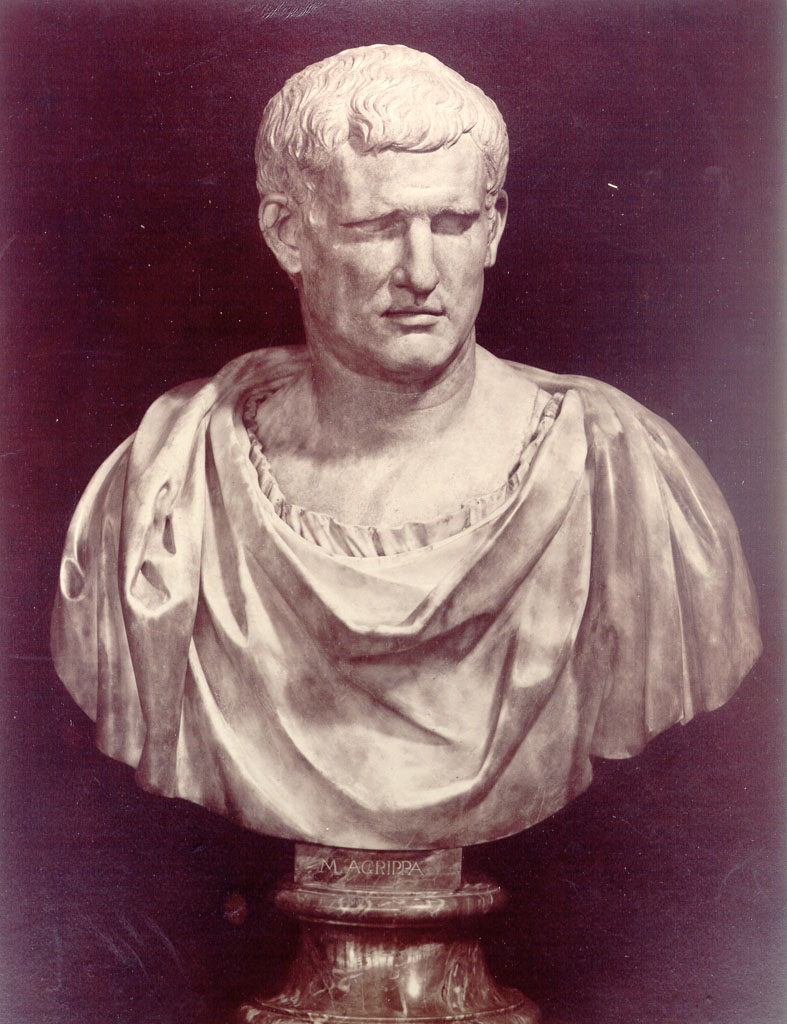
Marcus Vipsanius Agrippa

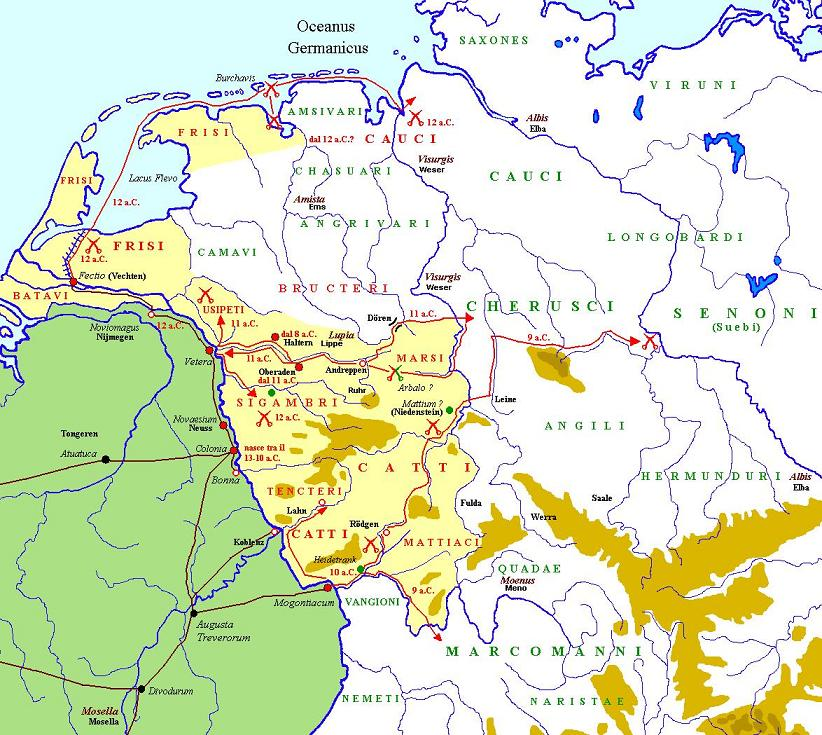
Feldzüge des Drusus (Eingezeichnete Orte entsprechen nicht unbedingt dem Stand der Wissenschaft.)

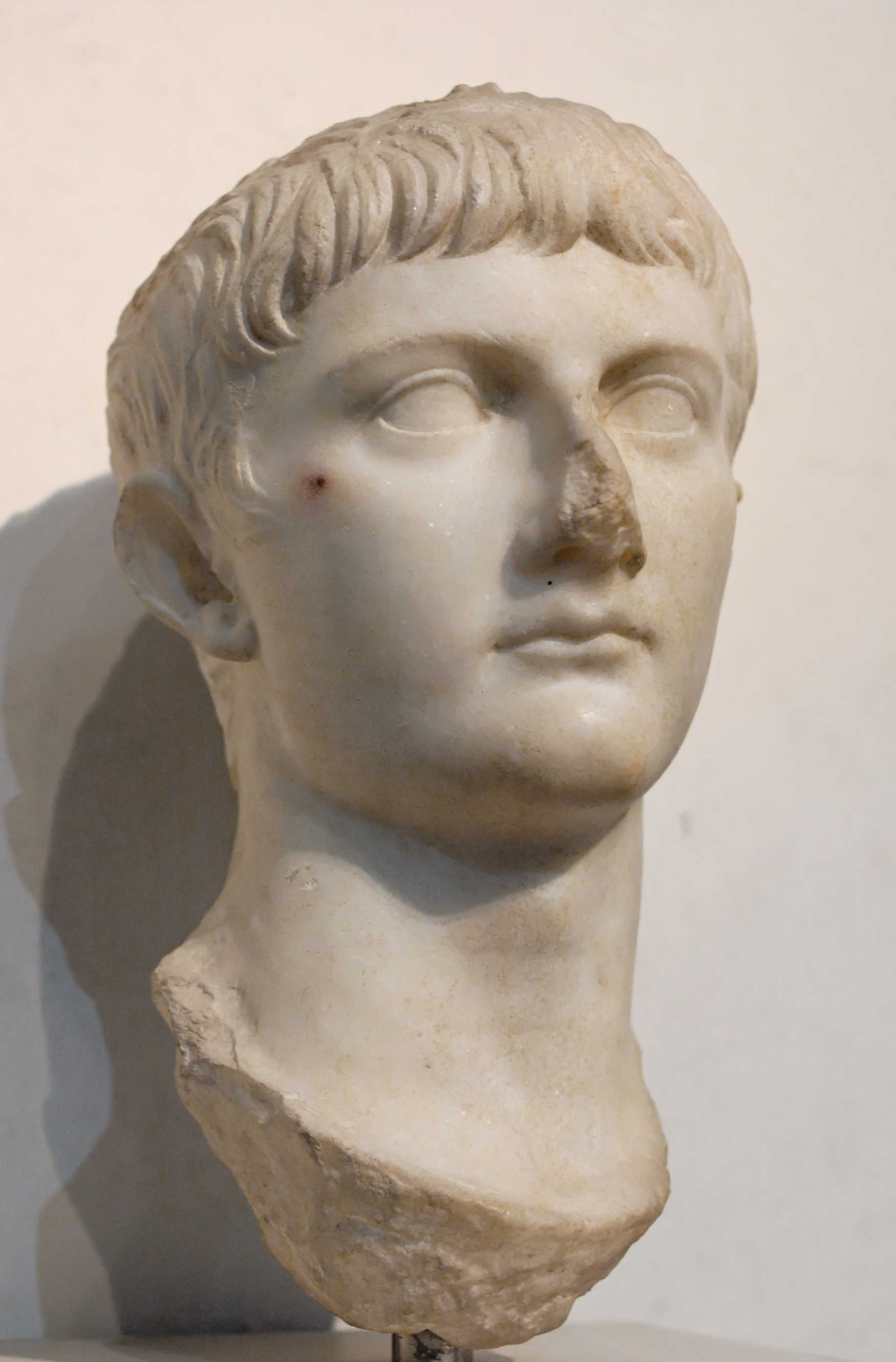
Büste des Germanicus, 15 v. Chr.–19 n. Chr.

Der Rhein wurde als militärische und politische Grenze des Imperium Romanum erstmals durch Gaius Iulius Caesar im Verlauf des Gallischen Krieges erreicht und konnte ab dem Jahr 50 v. Chr. als gesichert gelten. Das bevölkerungspolitische Vakuum, das sich im niedergermanischen Hinterland des Stromes dadurch entwickelt hatte, dass der ursprünglich dort siedelnde Stamm der Eburonen von Caesar ausgerottet worden war, konnte durch die Ansiedlung der Tungerer und der Ubier kompensiert werden. Insbesondere unter Marcus Vipsanius Agrippa, dem zweimaligen (39/38 und 20/19 v. Chr.) Statthalter Galliens, wurde eine erfolgreiche Umsiedlungspolitik praktiziert. Ebenfalls unter Agrippa wurde der Aufbau der Infrastruktur insbesondere durch den Ausbau eines Straßennetzes intensiv vorangetrieben. Ob schon zu diesem Zeitpunkt eine weiter ostwärts ausgreifende Politik der Vorfeldsicherung ins Auge gefasst worden ist, muss Spekulation bleiben, mag aber vor dem Hintergrund anhaltender Grenzverletzungen durch germanische Rheinüberschreitungen durchaus im Bereich des Möglichen liegen.
Spätestens mit der Niederlage des Marcus Lollius (17/16 v. Chr.) gegen die verbündeten Sugambrer, Usipeter und Tenkterer, die den Rhein überschritten hatten und tief ins gallische Hinterland eingedrungen waren, änderten sich die Verhältnisse grundlegend. In der Folge der Clades Lolliana begab sich Augustus im Jahr 16 v. Chr. persönlich nach Gallien, um die „germanische Frage“ endgültig zu regeln. Er blieb drei Jahre und richtete – nachdem er die Räter besiegt und das Gebiet zwischen Alpen und Donau befriedet hatte – ab 15 v. Chr. die Dislozierung des gallischen Heeres neu aus. Die Rheinlinie verlor ihren vormals eher defensiven Charakter und wurde zur offensiven Aufmarschbasis gegen die östlich des Flusses gelegenen germanischen Gebiete. Die nach dem Alpenfeldzug freigewordenen Truppen wurden an den Rhein verlegt, die Legionslager bei Nijmegen (Noviomagus) und bei Xanten (Vetera) errichtet. Ob die offensivere Ausrichtung der Germanienpolitik zu diesem Zeitpunkt tatsächlich schon die Okkupation des rechtsrheinischen Germaniens bis zur Elbe zum Ziel hatte, wie lange vermutet worden war, wird in der jüngeren Literatur angezweifelt.
Als Augustus im Jahre 13 v. Chr. nach Rom zurückkehrte, übergab er den Oberbefehl seinem Stiefsohn Drusus, dessen Name für die großangelegte Offensive gegen die Germanen in den Jahren 12–9 v. Chr. steht. Drusus führte insgesamt vier Feldzüge, wobei sich im Laufe der Auseinandersetzungen die Hauptaktivitäten ins Gebiet der Chatten verlagerten. Nach seinem frühen Tod wurden die Kampagnen von Tiberius (9–6 v. Chr.), Lucius Domitius Ahenobarbus (um das Jahr 3 v. Chr.), Marcus Vinicius (um die Zeitenwende) und ab dem Jahre 4 n. Chr. erneut durch Tiberius fortgesetzt.
Im Frühjahr des Jahres 6 mussten die Operationen jedoch abgebrochen werden, da ein Aufstand in der Provinz Pannonien die dortige Anwesenheit des Feldherrn und eines Teiles der Legionen erforderlich machten. Sein Nachfolger als Statthalter, Publius Quinctilius Varus (7–9) bewies eine weniger glückliche Hand, was im Jahre 9 zur Clades Variana (Varusschlacht), der so genannten „Schlacht im Teutoburger Wald“ führte, die mit der völligen Vernichtung der drei Legionen XVII, XVIII, XIX, drei Alen und sechs Kohorten endete. In der Folgezeit räumten die Römer alle rechtsrheinischen Garnisonen und schraubten ihre Ambitionen gegenüber Germanien deutlich zurück. Unter Tiberius, der wieder an den Rhein geeilt war, standen der Ausbau und die Konsolidierung der Flussgrenze nunmehr zunächst im Vordergrund. Die Anzahl der Legionen am Rhein wurde von sechs auf acht erhöht.
Nach der Rückkehr des Tiberius nach Rom im Jahre 12 übernahm Germanicus im darauf folgenden Jahr den Oberbefehl im Rheinland. Er bereitete weitere Offensiven ins rechtsrheinische Germanien vor, musste im Jahre 14 aber zunächst eine Meuterei der rheinischen Legionen niederschlagen, die sich nach dem Tod des Augustus gegen dessen Nachfolger Tiberius erhoben hatten. An dieser Meuterei waren die Legionen I und XX aus dem Legionslager Apud Aram Ubiorum/Köln beteiligt sowie die Legionen V und XXI aus Vetera/Xanten, die zu diesem Zeitpunkt in einem Sommerlager in finibus Ubiorum („im Gebiet der Ubier“, vermutlich im so genannten „Lager C“ in Novaesium/Neuss) zusammengezogen worden waren. Anschließend begannen die groß angelegten und aufwändigen Vorstöße in die Germania Magna. Hierbei führte Germanicus den südlichen, von Mogontiacum/Mainz aus operierenden Flügel des römischen Heeres, während Aulus Caecina Severus den Oberbefehl über die nördliche, von Vetera aus agierende Heeresgruppe innehatte.

Feldzüge des Germanicus und des A. Caecina Severus in den Jahren 14–16
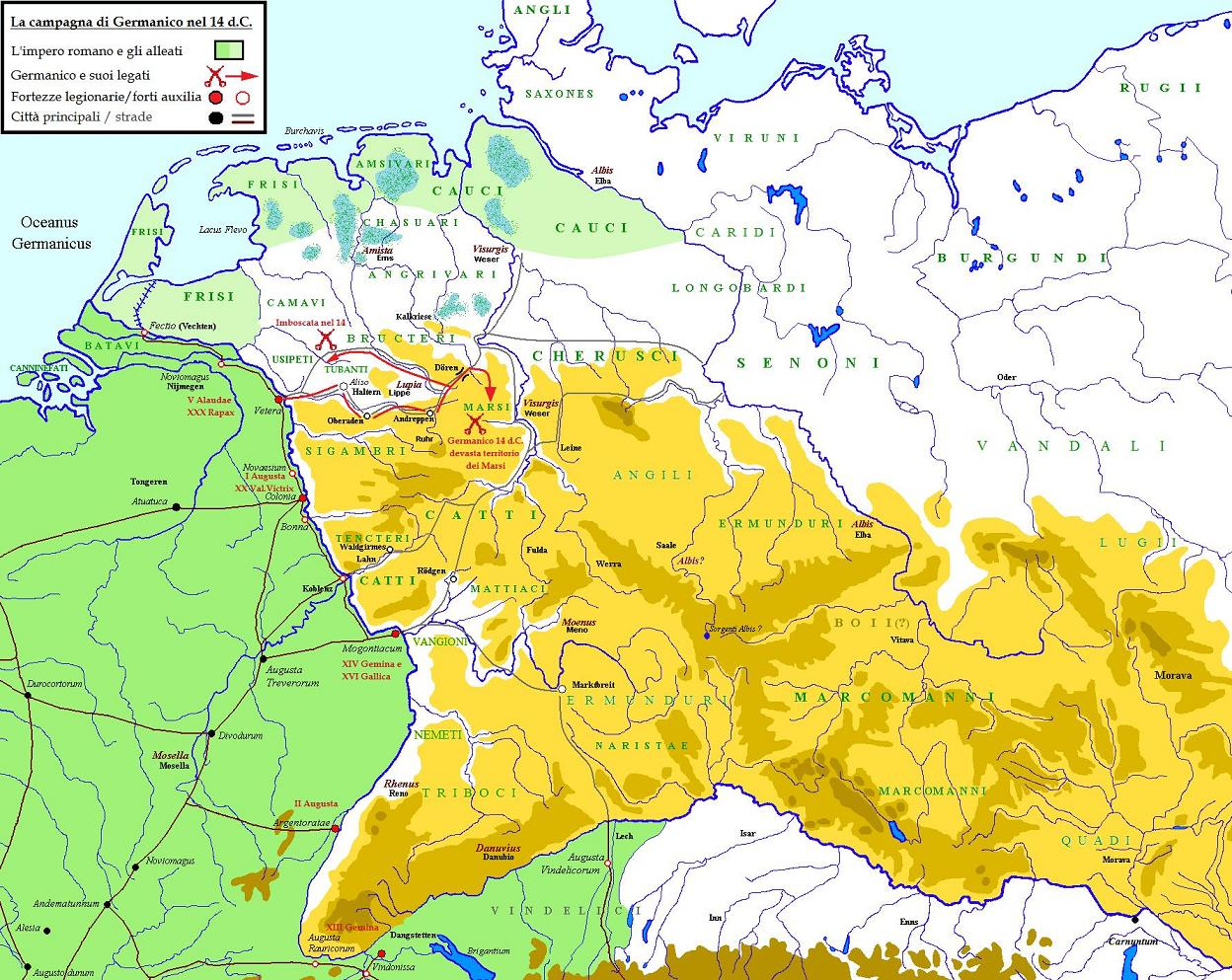
Militärische Aktionen des Jahres 14
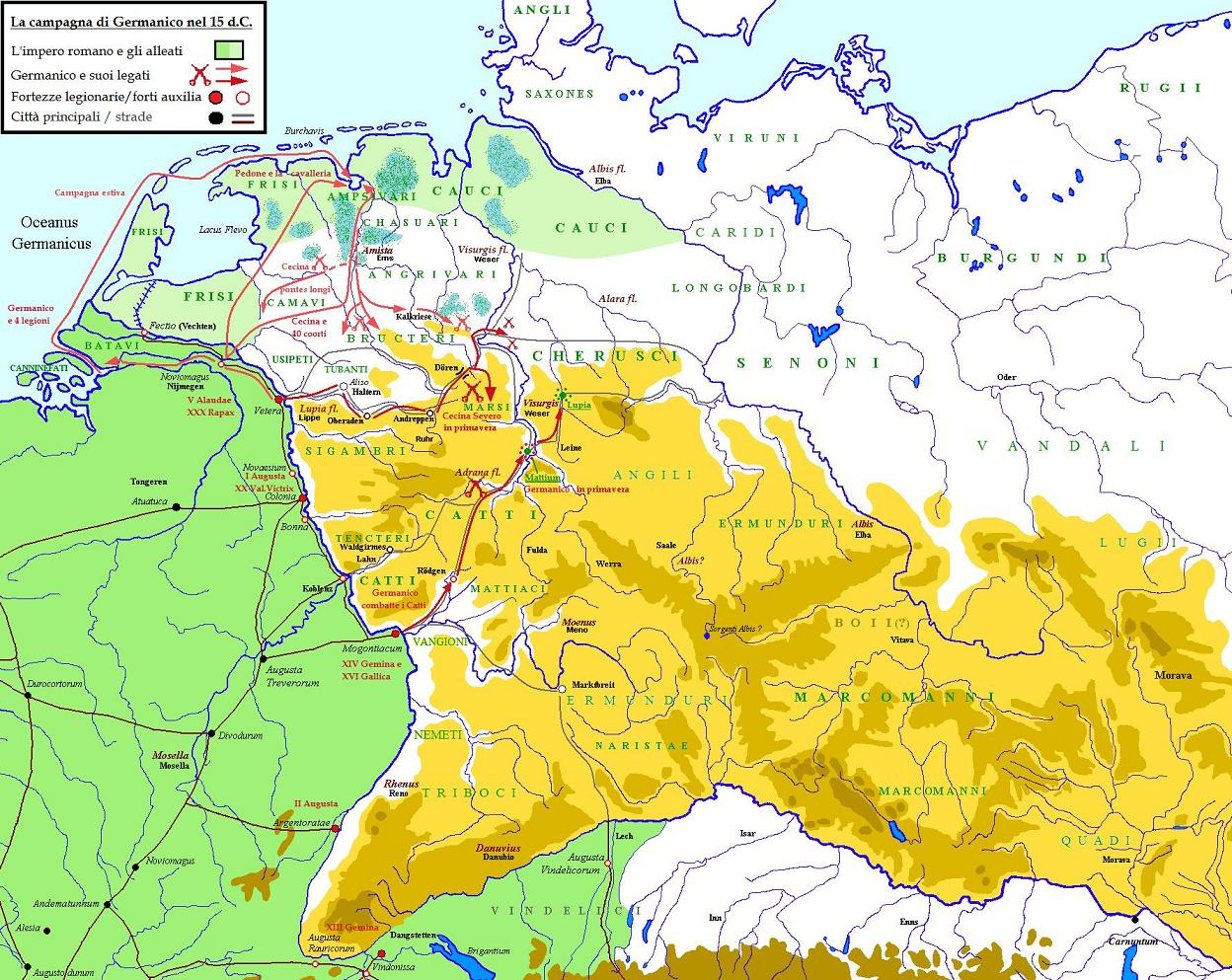
Feldzüge des Jahres 15
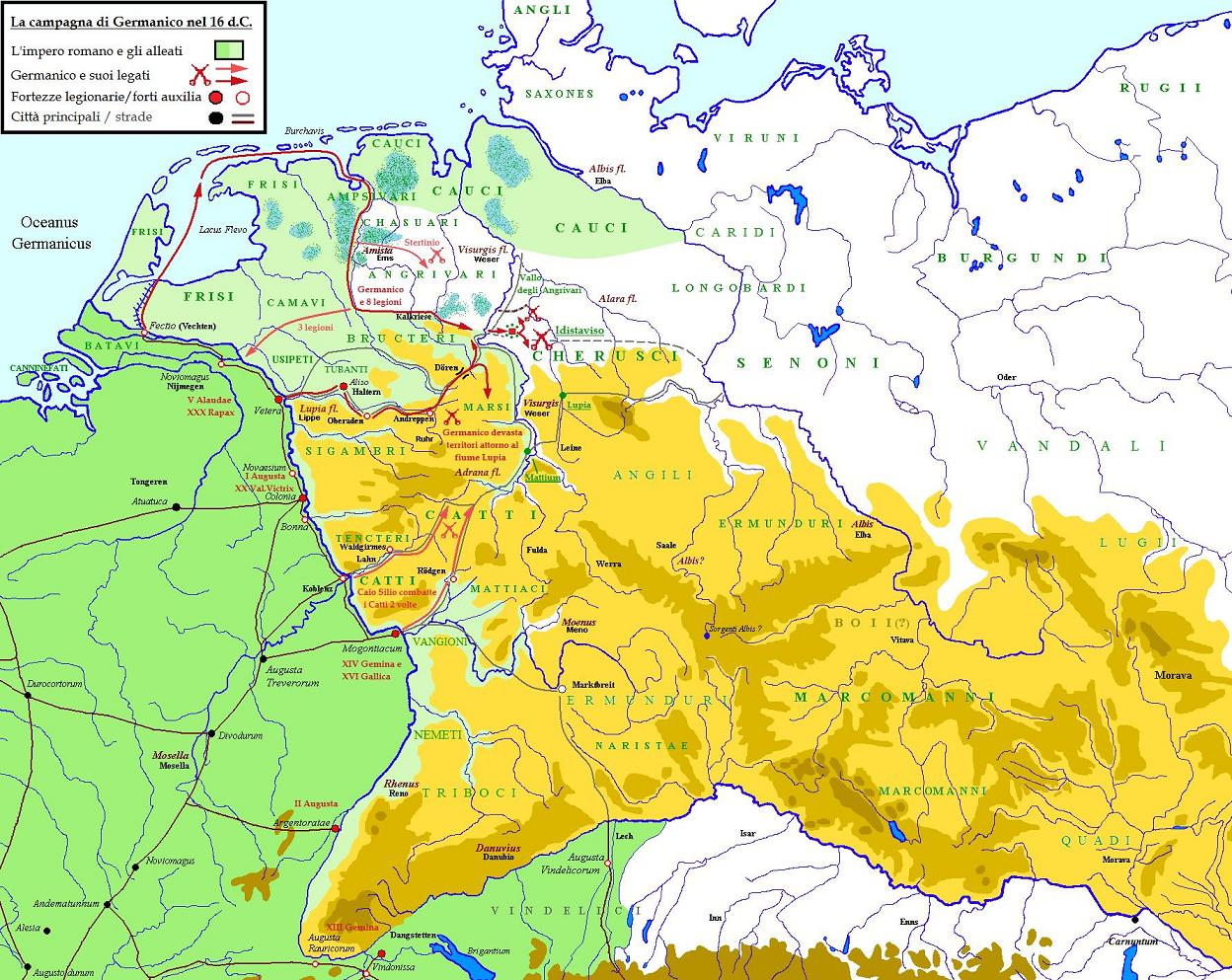
Operationen des Jahres 16

Nachdem die teuren Feldzüge bis zum Jahre 16 nicht den gewünschten Erfolg erbracht hatten, brach Tiberius die Offensive ab und beorderte Germanicus nach Rom zurück.

### Vom Ende der Offensiven bis zum Tod Neros (16–68)

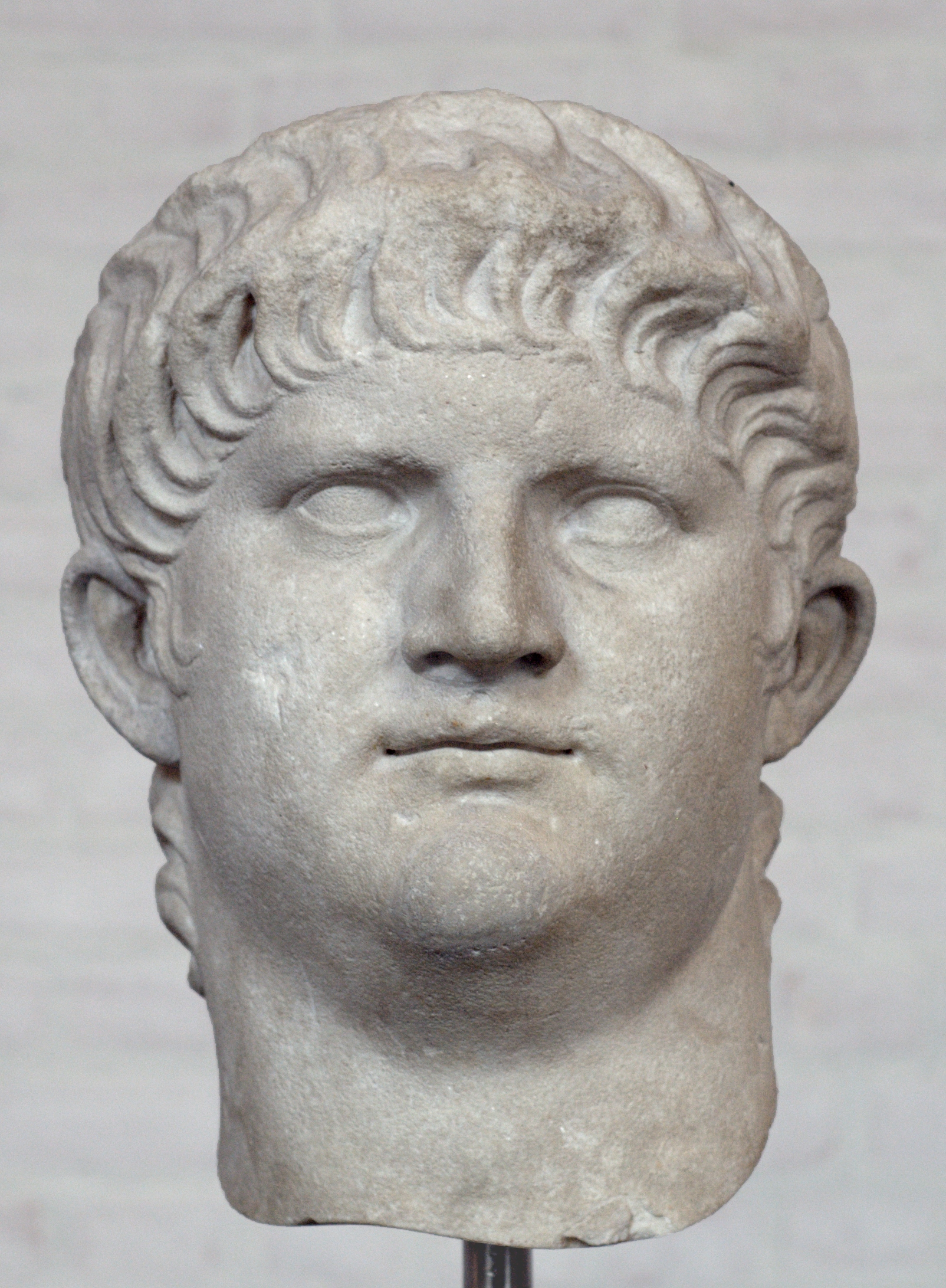
Büste des Nero

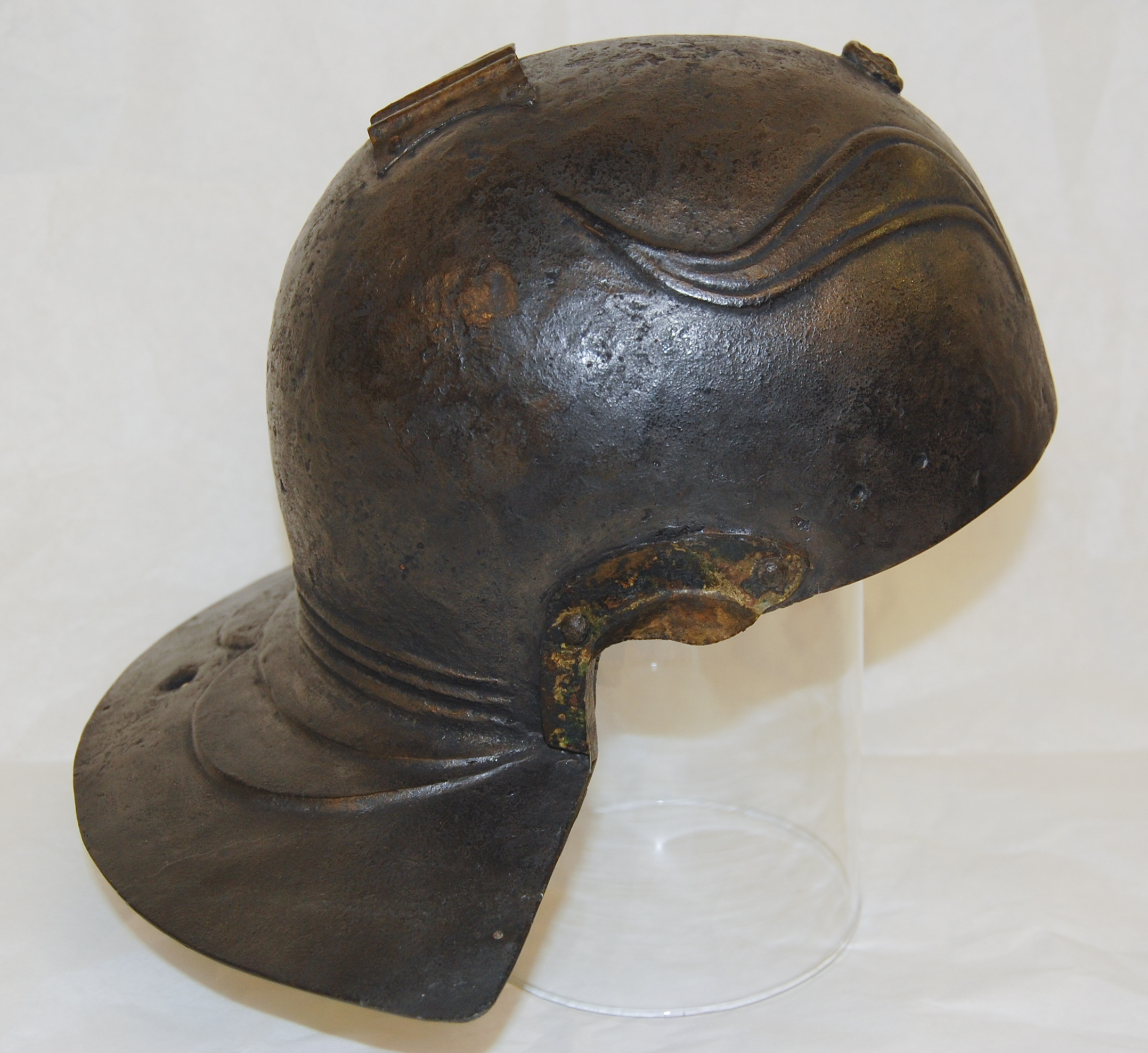
Römischer Helm des 1. Jahrhunderts aus Valkenburg (Rijksmuseum van Oudheden, Leiden)

In der Folgezeit entwickelte sich der Niederrhein zu einer defensiv ausgerichteten Grenze. An dieser Grenze blieb es über ein halbes Jahrhundert lang relativ friedlich. Ausnahmen bildeten ein Aufstand der Haeduer und Treverer, die sich über hohe Steuern empörten, im Jahr 21 n. Chr. und die Empörung der Friesen aus ähnlichen Gründen im Jahr 28 n. Chr., die mit dem Verlust des friesischen Gebietes für Rom endete. Die kurze Regentschaft des Caligula schlug sich im Rheinland kaum nieder, bis auf die Gründung des Kastells Valkenburg (Praetorium Agrippinae), die vermutlich in den Jahren 39/40 erfolgte. Die Zeit des Claudius, unter dessen Regierung sich der Focus römischer Militärpolitik von Germanien nach Britannien verlagerte, war in Niedergermanien in erster Linie durch den Ausbau des Straßennetzes gekennzeichnet, das die verschiedenen Militärlager des Rheinlandes miteinander verband, sowie durch die Vollendung des Niedergermanischen Limes durch die Errichtung weiterer Kastelle, insbesondere im Gebiet der heutigen Niederlande. Es gab jedoch durchaus auch Auseinandersetzungen mit den Germanen, darunter einen Einfall der Chauken im Jahre 47, der von Gnaeus Domitius Corbulo zurückgeschlagen wurde. Neros Regierungszeit ist im Rheinland archäologisch kaum greifbar, auch historisch gab es – von einem Ansiedlungsversuch der Friesen und Ampsivarier in den Jahren 57/58 abgesehen, der vom Statthalter Lucius Duvius Avitus zurückgewiesen wurde – kaum nennenswerte Ereignisse.

### Vierkaiserjahr und Bataveraufstand (69/70)
Diese insgesamt relativ ruhige Lage änderte sich erst mit den Ereignissen der Jahre 69/70, die das gesamte Imperium erschüttern sollten, dem Vierkaiserjahr und dem Bataveraufstand. In dieser unruhigen Zeit war das Rheinland die neben dem italienischen Mutterland am stärksten in die Geschehnisse involvierte Region des Imperiums.

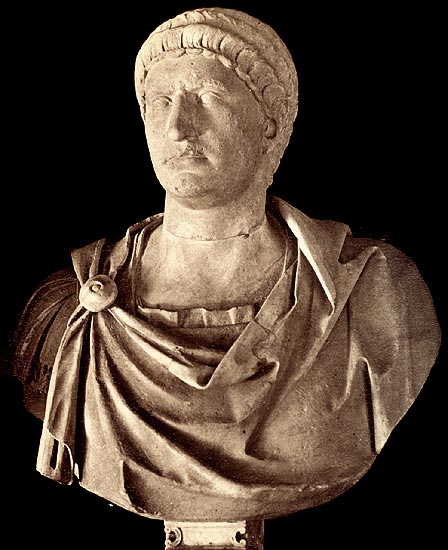
Otho
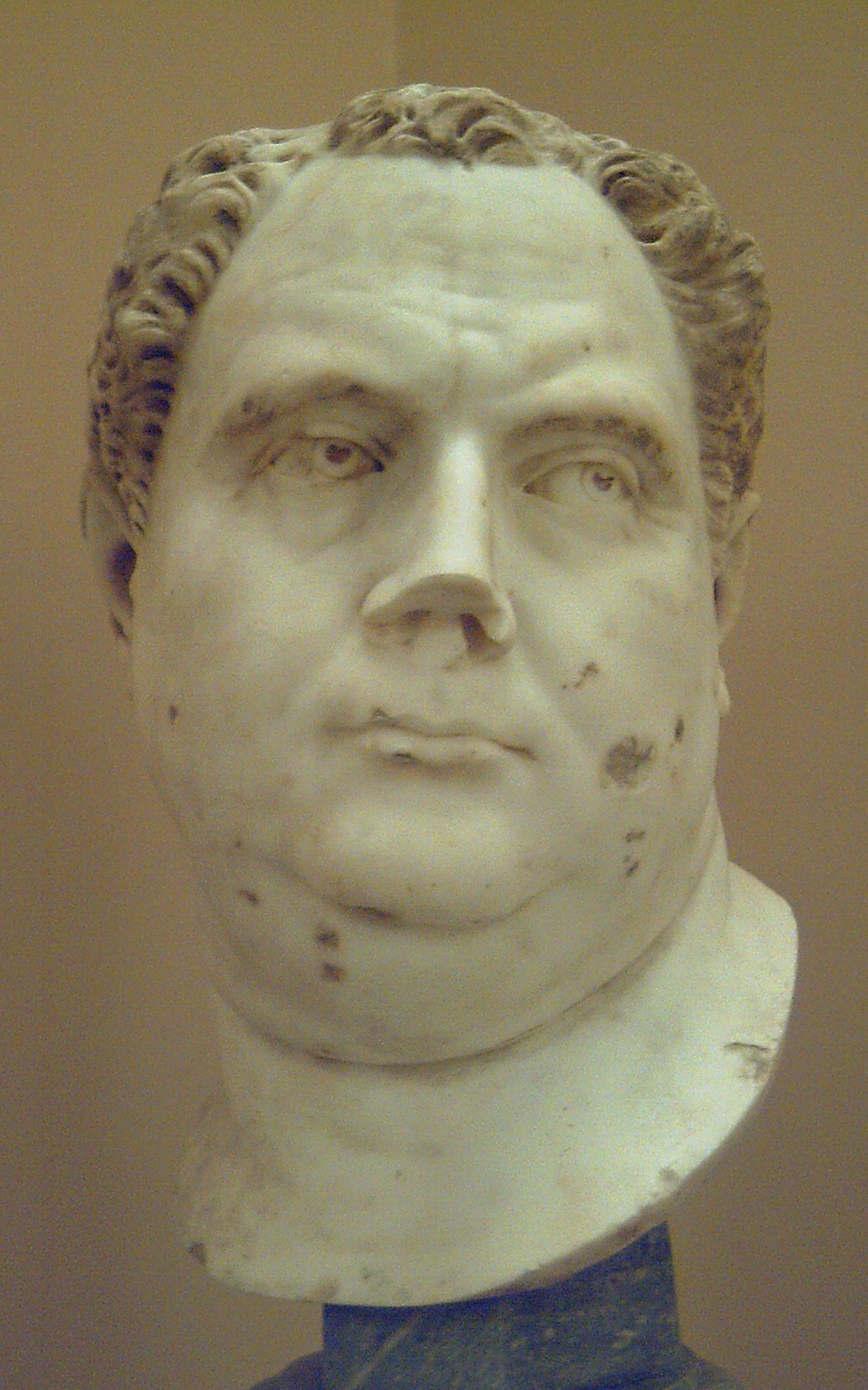
Vitellius
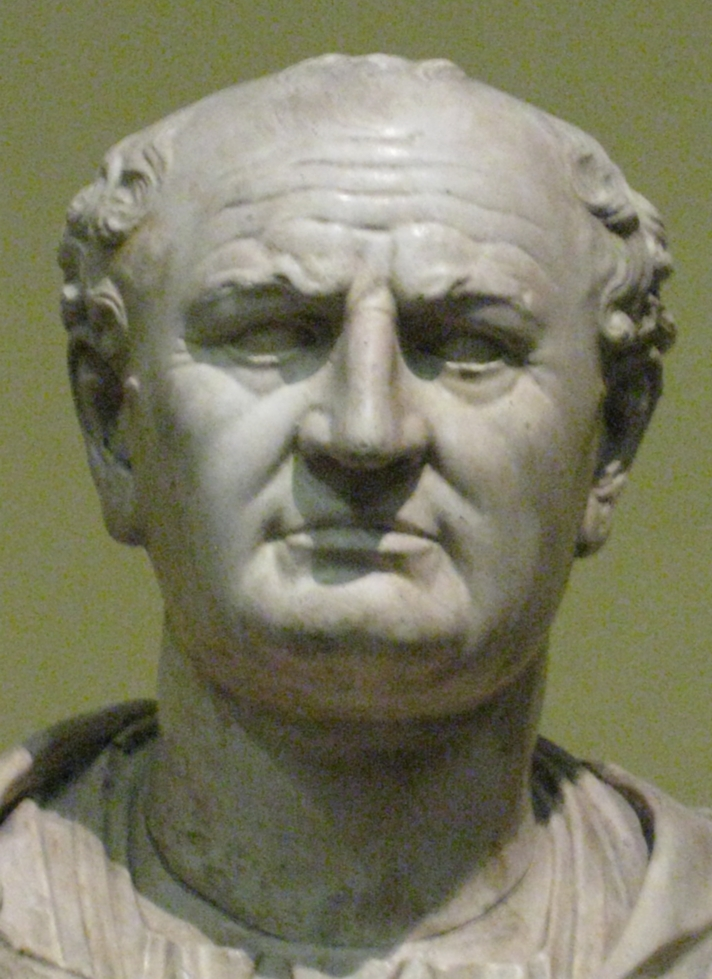
Vespasian

Anfang des Jahres 68 erhob sich Gaius Iulius Vindex, der Statthalter der Provinz Gallia Lugdunensis, gegen Nero. Er wurde zwar von Lucius Verginius Rufus, dem Legaten in Obergermanien geschlagen, doch hatte sich Vindex zwischenzeitlich mit Galba, dem Statthalter der Provinz Hispania Tarraconensis verbündet. Galba ließ sich im April 68 zum Kaiser ausrufen und fand anfänglich auch die Zustimmung aller Statthalter und Legionen sowie die des römischen Senates. Durch einige unpopuläre Personalentscheidungen brachte er jedoch schon bald das Niedergermanische Heer gegen sich auf, das seinerseits am 2. Januar 69 Vitellius zum Kaiser ausrief. Um seinen Thronanspruch in Rom durchsetzen zu können, marschierte Vitellius mit großen Teilen des Heeres in zwei Säulen nach Italien. Darunter befanden sich auch acht Auxiliarkohorten der Bataver. Insgesamt wurden aus den westlichen Provinzen und Heeresbezirken etwa 70.000 Mann abgezogen, die Grenzsicherungen damit empfindlich entblößt. Nach anfänglichen Erfolgen des Vitellius, der sich in der Ersten Schlacht von Bedriacum gegen Otho durchgesetzt hatte, den ehemaligen Statthalter der Provinz Lusitania, der am 15. Januar 69 Galba gestürzt und sein Nachfolger geworden war, wurden die acht Bataverkohorten (rund 4000 Mann) an die germanische Grenze zurückbeordert. Sie bezogen im Sommer 69 bei Mogontiacum Quartier. Etwa gleichzeitig (am 1. Juli 69) wurde im Osten des Reiches, in den Provinzen Aegyptus, Syria und Iudaea sowie von den Donaulegionen Titus Flavius Vespasianus als Kaiser gegen Vitellius ausgerufen; seine Truppen setzten sich gen Rom in Marsch.
Als daraufhin Vitellius in den Stammesgebieten der Bataver und der Cananefaten von diesen als willkürlich empfundene Aushebungen durchführte, um seine Verbände für die bevorstehenden Auseinandersetzungen mit Vespasian zu verstärken, erhoben sich die Bataver und Cananefaten gemeinsam mit den Friesen unter der Führung des batavischen Adeligen und Kommandanten einer Bataverkohorte Iulius Civilis. Dabei erweckte Civilis zunächst geschickt den Anschein, auf Seiten Vespasians gegen Vitellius in den Bürgerkrieg einzugreifen. Eine Strafexpedition der (vitellianischen) Römer unter Munius Lupercus, dem Kommandeur der Legio XV Primigenia endete in einem Desaster, da während der Schlacht die batavischen Auxiliarreiter die Seite wechselten und die ubischen und treverischen Auxiliarverbände flüchteten. Die Reste des Korps konnten sich nur unter Mühen nach Vetera retten.
Der Aufstand gewann an Dynamik, als im Laufe des Sommers 69 die acht in Mogontiacum stationierten Bataverkohorten nach Norden marschierten und sich mit den Truppen des Civilis vereinigten. Civilis vereidigte sie auf Vespasian und forderte nun auch die Truppen in Vetera auf, sich der Sache des Flaviers anzuschließen. Die Garnison von Vetera blieb jedoch Vitellius treu. Mauern und Wälle des Lagers wurden verstärkt, jedoch sorgte man nicht für die ausreichende Menge an Proviant, um einer längeren Belagerung Stand zu halten. Nach einem ersten, zurückgewiesenen Angriffsversuch verlegten sich die Truppen des Civilis, die inzwischen das gesamte links- und rechtsrheinische Umland, sowie mittels ihrer von den Römern erbeuteten Flotte auch den Rheinstrom selbst beherrschten, folgerichtig darauf, das Lager auszuhungern. Ein Entsatzheer aus Soldaten der Legio XXII Primigenia unter dem Kommando des Gaius Dillius Vocula wurde von Süden her in Marsch gesetzt, vereinigte sich in Novaesium mit der Legio XVI Gallica, wagte aber nicht, weiter in den Raum um Vetera vorzudringen, sondern schlug bei Gelduba/Krefeld-Gellep ein Lager auf. Währenddessen vergrößerte sich die Armee des Civilis durch Zulauf aus nahezu allen Regionen Germaniens unaufhörlich und begann, die Gebiete der Moriner, Menapier, Ubier und Treverer, also das gesamte Rheinland bis hinunter zur Mosel und bis hinüber zur Nordseeküste zu verwüsten. Der Belagerungsring um Vetera wurde weiter verstärkt.
Etwa zu diesem Zeitpunkt fiel in Norditalien in der Zweiten Schlacht von Bedriacum die Entscheidung zwischen Vitellius und Vespasian zugunsten des Flaviers. Die Nachricht hiervon, sowie die Aufforderung Vespasians an Civilis, die Kampftätigkeiten zu beenden, dürfte am Niederrhein Anfang November des Jahres eingetroffen sein. Sie wurde jedoch von dem Bataver ignoriert, der stattdessen einen Teil seiner Truppen gegen Vocula sandte und die Belagerung Veteras fortsetzte. Vocula besiegte die gegen ihn entsandten Truppen und marschierte zum Entsatz auf Vetera zu, das er vorübergehend aus der Umschließung befreite. Jedoch blieb die Versorgungslage prekär, die Aufständischen beherrschten nach wie vor das Umland und Vocula versäumte es, den geschlagenen Truppen des Civilis nachzusetzen. Zu einem Zeitpunkt, als Vocula die Garnison von Vetera um 1000 Mann entblößt hatte, die zur Sicherung des Nachschubs eingesetzt werden sollten, schloss Civilis das Lager Ende Dezember 69 erneut ein. Vocula zog sich nach Novaesium zurück und wurde von Civilis verfolgt, der Gelduba einnahm und dessen Reiterei bis nach Novaesium vorstieß. In den folgenden Monaten verlagerten sich die Hauptereignisse des Krieges tiefer in den Süden des Rheinlandes, wo sich nun auch einige gallische Stämme, darunter die Treverer gemeinsam mit den vitellianischen Legionen gegen Vespasians Herrschaft erhoben. Die im Legionslager Vetera noch verbliebenen Truppen kapitulierten, nachdem die Vorräte aufgezehrt waren, im März 70.
Vespasian hatte inzwischen ein Expeditionskorps aus neun Legionen nach Germanien in Marsch gesetzt. Die Pläne zur Rückeroberung der rheinischen Gebiete waren von Gaius Licinius Mucianus ausgearbeitet worden und wurden von Appius Annius Gallus am Oberrhein und von Quintus Petillius Cerialis am Niederrhein erfolgreich exekutiert. Im Juli 70 wurde die vorentscheidende, zweitägige „Schlacht bei Vetera“ geschlagen und nach einem letzten Gefecht im Herbst des Jahres 70 endeten die Kämpfe schließlich mit einem Verhandlungsfrieden.

### Von den Flaviern bis zu den Soldatenkaisern (71–284)

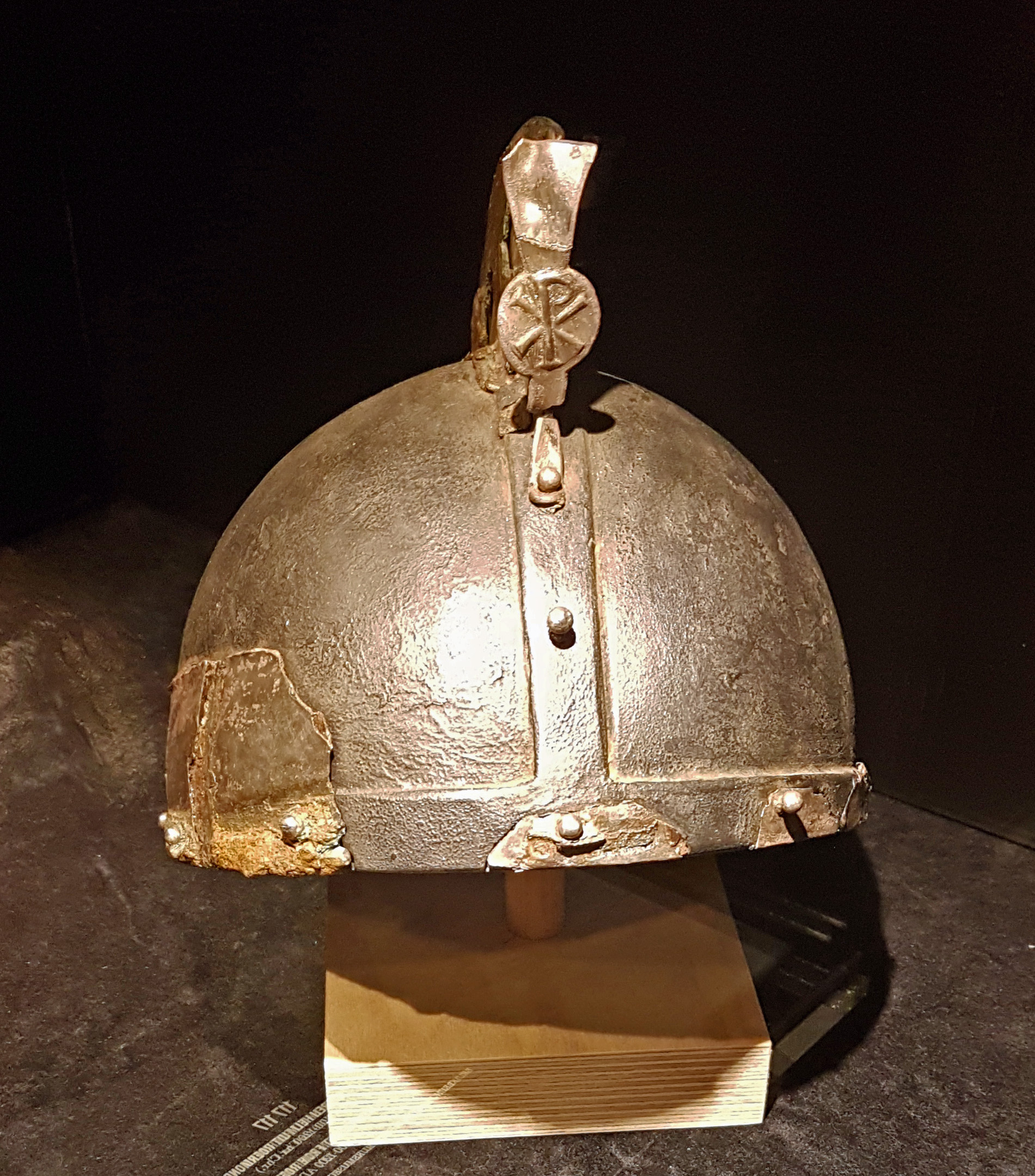
Spätrömischer Kammhelm mit hoher Kammscheibe und Christus-Monogramm aus Kessel, Limburg, Niederlande

Aufgrund des Verhaltens der meisten rheinischen Verbände während der vorangegangenen Auseinandersetzungen wurden die rheinischen Heeresbezirke völlig neu organisiert. Danach blieb es in der flavischen Zeit im Rheinland bis auf zwei Ereignisse relativ ruhig: Um 77/78 führte Gaius Rutilius Gallicus unter Beteiligung der Legio VI einen Feldzug gegen die Brukterer, in dessen Verlauf die Seherin Veleda gefangen genommen wurde. Während des Saturninusaufstandes gegen Domitian im Jahre 89 blieben die rheinischen Legionen auf Seiten des Kaisers und waren zum Teil an der Niederwerfung des Aufstands durch den niedergermanischen Legaten Aulus Bucius Lappius Maximus beteiligt.
Auch während der Ära der Adoptivkaiser blieb es friedlich an der Rheingrenze und für die Provinz Germania inferior begann die Zeit einer wirtschaftlichen Blüte. Übernahm Trajan anfangs die Dislozierung am niedergermanischen Heeres wohl noch so, wie sie seit den Flaviern bestanden hatte, so reduzierte er schon bald die Anzahl der Legionen am Niederrhein von vier auf zunächst drei (Bonna, Vetera und Noviomagus) und spätestens ab etwa 104 auf nur noch zwei (Bonna und Vetera). Von den Markomannenkriegen, die Obergermanien und Raetien schwer in Mitleidenschaft zogen, blieb die Germania inferior völlig verschont, mit einem kleineren Germaneneinfall wurde der spätere Kaiser Clodius Albinus mühelos fertig. Die wohlwollende Politik der Severer ihren Truppen gegenüber sorgte für steigenden Wohlstand der Legionäre und Auxiliare in den Grenzprovinzen. Von dem ersten Auftauchen der Alamannen wurde die Germania inferior im Gegensatz zu Obergermanien zwar noch nicht direkt in Mitleidenschaft gezogen, hatte aber Truppenkontingente für Caracallas Gegenoffensive des Jahres 213 zu stellen. Mit den Numeri kam erstmals eine neue Truppengattung zum Einsatz. Germanische Übergriffe auch auf niederrheinisches Gebiet gab es möglicherweise bereits unter Caracallas unmittelbaren Nachfolgern Elagabal und Severus Alexander, jedoch war das Rheinland bei weitem nicht so betroffen, wie die Germania superior durch den ersten großen Alamanneneinfall im Jahre 233.
Als Valerian für seine Feldzüge gegen das Sassanidenreich Truppen von Rhein und Donau abgezogen und so die Verteidigung der dortigen Limites entblößt hatte, blieb dies den Germanen nicht lange verborgen. 254 überschritten in Raetia, 259 in Obergermanien erneut die Alamannen und ab 256/257 im Norden erstmals die Franken die Reichsgrenzen. Der Sohn und Mitregent des Valerianus sowie spätere Kaiser Gallienus eilte an den Rhein und führte Verstärkungstruppen aus Britannien heran. Gallienus reformierte das Heer und stellte die Weichen für die später erfolgende Differenzierung in Grenztruppen (Limitanei) und Bewegungsheer (Comitatenses), da man aus den Germaneneinfällen die Lehre gezogen hatte, dass den eingebrochenen Germanen kaum mehr Widerstand entgegengebracht wurde, wenn die Limeslinie selbst erst einmal durchbrochen war. Aus einer Revolte des Jahres 259 entstand das Gallische Sonderreich des Marcus Cassianius Latinius Postumus, durch das vorübergehend die iberischen, gallischen und britannischen Provinzen aus dem Imperium herausgelöst wurden. Das Imperium Galliarum hatte einen Bestand von 14 Jahren und war von Beginn seiner Existenz an in schwere Abwehrkämpfe an der germanischen Grenze verwickelt. Es gelang jedoch, die Grenzen zu halten. Im Jahr 273 ging das Sonderreich auf friedlichem Wege wieder im Römischen Reich auf. Nur kurze Zeit später kam es zu neuerlichen germanischen Angriffen auf das Reich und im Jahre 276 zu einem fränkischen Durchbruch von katastrophaler Schwere.

## Struktur
An der Dislozierung der einzelnen Truppenteile lässt sich ablesen, wie gut es die römische Führung verstand, sich auf die jeweiligen militärgeographischen und operativen Erfordernisse einzustellen. Der südlichste Abschnitt des Niedergermanischen Limes war zwischen dem Kastell von Remagen und den Legionslagern von Bonn nicht weiter militärisch gesichert. Das rechtsrheinische Vorfeld war relativ siedlungsfrei und gegen eine mögliche feindliche Annäherung schien das natürliche Hindernis, welches das Rheintal in diesem Abschnitt darstellt, eine hinreichende Sicherung zu sein.
Im mittleren Abschnitt, etwa zwischen den Legionslagern von Bonn und Nijmegen, befanden sich alle Legionslager und – bis auf eine Ausnahme – alle Alenkastelle des Niedergermanischen Limes. Dieser Bereich bot sich als Aufmarschbasis in das so genannte „freie“ Germanien geradezu an, bedurfte aber auf der anderen Seite auch schneller Eingreiftruppen. Diese mussten in der Lage sein, die potentiellen feindlichen Einfallsregionen, in erster Linie die Mündungsgebiete von Lippe, Ruhr, Wupper und Sieg, in kürzester Zeit zu erreichen. Zudem galten die hier rechtsrheinisch siedelnden Tenkterer als begnadete Reiter, denen eine adäquate Truppe gegenüberzustellen sinnvoll erschien.
Der westliche Abschnitt schließlich, zwischen Nijmegen und der Nordsee, war durch die Beschaffenheit des Marschlandes für berittene Einheiten nur wenig geeignet. Gleichzeitig boten die zahlreichen kleinen Wasserläufe den Germanen immer wieder Gelegenheit zu kleineren Raubzügen. In diesem Abschnitt befindet sich naturgemäß die dichteste Kastellstaffelung mit einem durchschnittlichen Abstand von nur rund 10 km zwischen den einzelnen Garnisonen. Bis auf das Lager in Valkenburg waren in all diesen Kastellen Kohorten, also Infanterieeinheiten stationiert.
Stärke der niedergermanischen Grenztruppen vom 1. bis zum 3. Jahrhundert
| Regierung                  | Zeit (etwa)    | Summe  | Legionäre | Auxiliare | Anmerkungen                     |
| -------------------------- | -------------- | ------ | --------- | --------- | ------------------------------- |
| Tiberius                   | 14–37          | 42.000 | 22.000    | 20.000    | 4 Legionen, 8 Alen, 30 Kohorten |
| Claudius bis Nero          | 41–68          | 42.000 | 22.000    | 20.000    |                                 |
| Vespasian bis Domitian     | 70–83          | 37.500 | 22.000    | 15.500    |                                 |
| Domitian                   | 83–92          | 36.500 | 22.000    | 14.500    |                                 |
| Domitian bis Trajan        | 92–100         | 35.000 | 22.000    | 13.000    |                                 |
| Trajan                     | 100–106        | 27.500 | 16.500    | 11.000    |                                 |
| Trajan bis Hadrian         | 106–120        | 21.000 | 11.000    | 10.000    |                                 |
| Hadrian                    | 121–138        | 26.500 | 16.500    | 10.000    |                                 |
| Antonine                   | 138–192        | 20.500 | 11.000    | 9.500     |                                 |
| Severer und Soldatenkaiser | 3. Jahrhundert | 21.500 | 11.000    | 10.500    |                                 |

## Infrastruktur
Eine gut ausgebaute, linksrheinisch verlaufende römische Fernstraße (via militaris) erschloss aus dem Rheindelta kommend, über Noviomagus, die Colonia Ulpia Traiana bzw. die beiden Vetera, Asciburgium, Gelduba, Novaesium, die CCAA, Bonna und Rigomagus (Remagen) führend, das niedergermanische Gebiet und verband es mit Obergermanien (→ Römische Rheintalstraße). Dort – in der späteren Provinz Germania superior – ging sie unmittelbar in die Trasse über, welche die obergermanischen Städte und Militärplätze über Mogontiacum, Argentoratum (Straßburg) und Vindonissa letztlich mit Italien und – strategisch weitaus bedeutender – über die so genannte Donausüdstraße durch Raetia mit den Provinzen des Balkan verband. Spätestens während der Dakerkriege Domitians und Trajans, als große Truppenverbände aus den germanischen Provinzen zum Balkan verlegt werden mussten, erwies sich der Wert dieser sorgfältig geplanten Fernstraßenverbindung. Noch an den heutigen Straßenverläufen lässt sich die obergermanische Heeresstraße zumindest abschnittsweise nachvollziehen, beispielsweise an dem schnurgeraden Abschnitt, den die heutige Bundesstraße 57 zwischen Xanten und Krefeld beschreibt. Über nach Süden und Westen von ihr wegführende Verbindungswege war die Rheinstraße mit dem Hinterland, mit den Zentren der Provinzen Germania superior und Belgica verbunden.
Von genau so großer Bedeutung wie die Beherrschung der Landwege war – insbesondere im vom Wasser dominierten nordwestlichen Teil Obergermaniens – die Beherrschung der Wasserwege. Der Rhein bot sich als natürlicher Transportweg geradezu an und fast jede Garnison verfügte über einen entsprechenden Rheinhafen oder wenigstens einen Anlade- und Stapelplatz. Der von zahlreichen Wasserläufen durchzogene Bereich des Rhein-Maas-Deltas wurde für den Landtransport durch Furten und Brücken erschlossen. Auf der anderen Seite wurden das Netz der schon vorhandenen natürlichen Wasserwege durch die Anlage von Kanälen perfektioniert. Schon in der frühen Phase der römischen Okkupation, vermutlich um 12 v. Chr., entstand die Fossa Drusiana, ein Kanal, der den Rhein mit dem Oberlauf der IJssel verband. Unter dem Befehlshaber Gnaeus Domitius Corbulo schließlich wurde ab dem Jahr 47 n. Chr. die Fossa Corbulonis erbaut, ein künstlicher Wasserweg, der den Rhein bei Matilo mit der Maas verband. Dieser Kanal war 23 römische Meilen (34,5 km) lang. Seine Breite variierte zwischen 12 und 14 Metern, die Wassertiefe betrug zwei Meter. Die Fossa Corbulonis gilt als wasserbautechnische Meisterleistung ihrer Zeit und ist abschnittsweise noch heute im Gelände nachzuvollziehen.

## Liste der Truppenlager und zivilen Städte am Niedergermanischen Limes

### Kastelle und Siedlungen unmittelbar am Rhein
| Name                                                | Ort                                    | Beginn                                            | Ende                                | Anmerkungen                                                         | Kategorie                                                             |
| --------------------------------------------------- | -------------------------------------- | ------------------------------------------------- | ----------------------------------- | ------------------------------------------------------------------- | --------------------------------------------------------------------- |
| Lugdunum Batavorum                                  | Katwijk-Brittenburg                    | trajanische oder hadrianische Gründung            | 270/275                             | von der Nordsee weggespült                                          | Kohortenkastell (ungesichert)                                         |
| Praetorium Agrippinae                               | Valkenburg                             | um 40 n. Chr.                                     | um 275                              |                                                                     | Alenkastell                                                           |
| Matilo                                              | Leiden-Roomburg                        | 47 n. Chr.                                        | um 260/276                          |                                                                     | Kohortenkastell                                                       |
| Albaniana                                           | Alphen aan den Rijn                    | 40/41 n. Chr.                                     | drittes Viertel des 3. Jahrhunderts |                                                                     | Vexillations- oder Kohortenkastell                                    |
| Nigrum Pullum                                       | Alphen-Zwammerdam                      | 47 n. Chr.                                        | um 275                              |                                                                     | Kohortenkastell                                                       |
| Kastell Bodegraven                                  | Bodegraven                             | um 40/50 (?)                                      | drittes Viertel des 3. Jahrhunderts |                                                                     | Kohorten- oder Vexillationskastell                                    |
| Laurum oder Laurium                                 | Woerden                                | um 50 n. Chr.                                     | 3. Jahrhundert                      |                                                                     | Kohortenkastell und Rheinhafen                                        |
| Kastell Op de Hoge Woerd, vielleicht (Fletio(ne) ?) | Vleuten-De Meern                       | 47 n. Chr.                                        | um 275                              |                                                                     | Kohortenkastell                                                       |
| Traiectum                                           | Utrecht                                | 47 n. Chr.                                        | um 275                              |                                                                     | Kohortenkastell                                                       |
| Fectio                                              | Bunnik-Vechten                         | augusteisch; ältestes Kastell in den Niederlanden | um 270                              |                                                                     | Doppelkohorten- und Alenkastell                                       |
| Levefanum                                           | Buren-Maurik/Rijswijk                  | ab 70 n. Chr. (ungesichert)                       | 4. Jahrhundert (ungesichert)        | unterhalb des heutigen Rheinbetts                                   | Kohortenkastell (ungesichert)                                         |
| Mannaricium                                         | Buren-Maurik                           | ab 70 n. Chr.                                     | um 275                              |                                                                     | Kohortenkastell                                                       |
| Carvo                                               | Neder-Betuwe-Kesteren                  | nach 70 n. Chr.                                   | um 225 (?)                          | sicher vermutet                                                     | unbekannt                                                             |
| ? Kastell Overbetuwe-Randwijk                       | Overbetuwe-Randwijk                    |                                                   |                                     | nur vermutet                                                        | unbekannt                                                             |
| ? Kastell Overbetuwe-Driel                          | Overbetuwe-Driel                       |                                                   |                                     | nur vermutet                                                        | unbekannt                                                             |
| Castra Herculis                                     | Arnhem-Meinerswijk                     | zwischen 10 und 20 n. Chr.                        | zweite Hälfte des 4. Jh.            |                                                                     | Vexillationskastell                                                   |
| ? Kastell Duiven-Loowaard                           | Duiven-Loowaard                        | um 40 n. Chr.                                     | möglicherweise bis ins 4. Jh.       | vom Rhein weggespült                                                | unbekannt                                                             |
| Carvium                                             | Rijnwaarden-Herwen und -Aerdt          | zweites Viertel des 1. Jahrhunderts               | um 275                              |                                                                     | Kohortenkastell                                                       |
| Harenatium                                          | Kleve-Rindern                          | 1. Jh. n. Chr.                                    | 3. Jahrhundert                      |                                                                     | Alenkastell                                                           |
| Quadriburgium                                       | Bedburg-Hau-Qualburg                   | 1. Jh. n. Chr.                                    | 5. Jahrhundert                      |                                                                     | Kleinkastell, Numeruskastell, Burgus                                  |
| Kastell Steincheshof                                | Till-Moyland                           | flavisch (?)                                      | 3. Jahrhundert                      |                                                                     | Alen- oder Kohortenkastell                                            |
| Burginatium                                         | Kalkar-Altkalkar                       | um 40 n. Chr.                                     | Anfang 5. Jh.                       | geomagnetisch lokalisiert                                           | Alenkastell                                                           |
| Burgus Asperden                                     | Asperden                               | valentinianisch                                   | Anfang 5. Jh.                       |                                                                     | spätantike Festung                                                    |
| Colonia Ulpia Traiana                               | Xanten                                 | 8 v. Chr./71 n. Chr./110 n. Chr.                  | 275/276 n. Chr.                     |                                                                     | Zivile Stadt                                                          |
| Vetera I                                            | Xanten                                 | 13 v. Chr.                                        | 70 n. Chr.                          |                                                                     | Legionslager                                                          |
| Vetera II                                           | Xanten                                 | 71 n. Chr.                                        | 275/276 n. Chr.                     |                                                                     | Legionslager                                                          |
| Tricensimae                                         | Xanten                                 | 306/311                                           | erste Hälfte des 5. Jh.             |                                                                     | spätantike Festung                                                    |
| Kastell Wesel-Büderich                              | Wesel-Büderich                         | claudisch/neronisch                               | Ende 2. Jh.                         |                                                                     | Auxiliarkastell                                                       |
| Römischer Brückenkopf Xanten                        | Wesel und Hamminkeln (rechtsrheinisch) | unbekannt, möglich um 44 n.Chr                    | unbekannt                           | wenig bekannt, Vermutungen schon länger, Bodenfunde in neuster Zeit | wenig bekannt, Brückenkopf von Colonia Ulpia Traiana oder Übungslager |
| Kastell Alpen-Drüpt                                 | bei Alpen                              |                                                   |                                     | Neuentdeckung 2017                                                  | Auxiliarkastell und Marschlager                                       |
| Calo                                                | bei Halen?                             |                                                   |                                     | vom Rhein weggespült                                                | Alenkastell                                                           |
| ?                                                   | Duisburg-Baerl                         | Mitte 2. Jh.                                      | Mitte 3. Jh.                        | Fritz Tischler 1952/53                                              | Wachtposten                                                           |
| Asciburgium                                         | Moers-Asberg                           | 12/11 v. Chr.                                     | 83/85 n. Chr.                       | Tilmann Bechert 1971                                                | Alenkastell                                                           |
| Asciburgium                                         | Moers-Asberg                           | valentinianisch                                   |                                     |                                                                     | spätrömischer Burgus                                                  |
| ? Kleinkastell Werthausen                           | Duisburg-Rheinhausen-Werthausen        | um 85 n. Chr.                                     | Mitte des 3. Jh.                    | entdeckt 1891                                                       | Kleinkastell                                                          |
| Gelduba                                             | Krefeld-Gellep-Stratum                 | Ende 1. Jh. v. Chr.                               | 5. Jahrhundert                      |                                                                     | Kohortenkastell                                                       |
| Novaesium                                           | Neuss-Gnadental                        | 16 v. Chr.                                        | Ende des 4. Jh.                     | Constantin Koenen 1888                                              | Legions- und Auxiliarlager                                            |
| ? Kleinkastell am Reckberg                          | Neuss-Grimlinghausen                   | Ende des 1. Jh. n. Chr.                           | 3. Jahrhundert                      |                                                                     | Numeruskastell, Wachturm                                              |
| Burungum, eventuell Haus Bürgel                     | Monheim am Rhein                       | konstantinisch                                    | erste Hälfte des 5. Jh.             |                                                                     | spätantike Festung                                                    |
| Durnomagus                                          | Dormagen                               | um 80/90 n. Chr.                                  | um 390                              |                                                                     | Alenkastell                                                           |
| Ara Ubiorum, CCAA                                   | Köln                                   | 9 v. Chr.                                         | 5. Jh.                              |                                                                     | Legionslager, ziviles Oppidum, Colonia                                |
| ? Flottenkastell Alteburg                           | Köln-Marienburg                        | Mitte 1. Jh.                                      | 276                                 |                                                                     | Flottenkastell, Hauptquartier der Classis Germanica                   |
| ? Römerlager Wesseling                              | Wesseling                              | ?                                                 | ?                                   |                                                                     | Auxiliarkastell (?)                                                   |
| Divitia                                             | Köln-Deutz                             | Anfang 4. Jh.                                     | Anfang 5. Jh.                       |                                                                     | spätantikes Brückenkopfkastell                                        |
| Legionslager Bonn                                   | Bonn                                   | um 30 n. Chr.                                     | 4. oder 5. Jh.                      |                                                                     | Legionslager                                                          |
| Rigomagus                                           | Remagen                                | 1. Jh.                                            | 4. Jh.                              |                                                                     | Auxiliarlager (Kohorte)                                               |

### Dem Rhein vorgelagerte Kastelle oder Lager
| Name               | Ort    | Beginn        | Ende       | Anmerkungen | Kategorie                                 |
| ------------------ | ------ | ------------- | ---------- | ----------- | ----------------------------------------- |
| Marschlager Ermelo | Ermelo | 170/180       | 170/180    |             | Marschlager auf der Ermeloschen Heide     |
| Flevum             | Velsen | 14/16 n. Chr. | 50 n. Chr. |             | befestigte Hafenanlage; Truppen unbekannt |

### Kastelle und Siedlungen an der Maas und Waal
| Name                       | Ort                              | Beginn                    | Ende                     | Anmerkungen                                                                          | Kategorie                                                                             |
| -------------------------- | -------------------------------- | ------------------------- | ------------------------ | ------------------------------------------------------------------------------------ | ------------------------------------------------------------------------------------- |
| Forum Hadriani             | Voorburg                         | vespasianisch             | 270/275                  |                                                                                      |                                                                                       |
| Flenio                     | unbekannt (Provinz Zuid-Holland) | unbekannt                 | unbekannt                | Nur auf der Tabula Peutingeriana verzeichnet, kein archäologischer Nachweis.         |                                                                                       |
| Tablis                     | unbekannt (Provinz Zuid-Holland) | unbekannt                 | unbekannt                | Nur auf der Tabula Peutingeriana verzeichnet, kein archäologischer Nachweis.         |                                                                                       |
| Caspingium                 | unbekannt (Provinz Zuid-Holland) | unbekannt                 | unbekannt                | Nur auf der Tabula Peutingeriana verzeichnet, kein archäologischer Nachweis.         |                                                                                       |
| Grinnes                    | Maasdriel-Rossum                 | unbekannt                 | unbekannt                | Auf der Tabula Peutingeriana verzeichnet, kein eindeutiger archäologischer Nachweis. |                                                                                       |
| Ad Duodecimum              | unbekannt (Provinz Gelderland)   | unbekannt                 | unbekannt                | Nur auf der Tabula Peutingeriana verzeichnet, kein archäologischer Nachweis.         |                                                                                       |
| Burgus Asperden            | Asperden                         | valentinianische Gründung | 4. Jahrhundert           |                                                                                      | Spätrömische Kleinfestung                                                             |
| Ulpia Noviomagus Batavorum | Nijmegen                         | 19 v. Chr.                | Anfang 5. Jahrhundert    |                                                                                      | Legionslager, Auxiliarkastelle, Vexillationskastelle                                  |
| Burgus Heumensoord         | Malden                           | 4. Jahrhundert            |                          |                                                                                      |                                                                                       |
| Ceuclum                    | Cuijk                            | claudische Gründung       | 1. Hälfte 5. Jahrhundert |                                                                                      | Kastell (claudisch bis um 100), Vicus, Benefiziarierstation und spätrömisches Kastell |
| Blariacum                  | Venlo-Blerick                    |                           |                          |                                                                                      |                                                                                       |
| Catualium                  | Maasgouw-Heel                    | 1. Jahrhundert            | 4. Jahrhundert           |                                                                                      |                                                                                       |
| Feresne                    | Lanklaar-Mulheim                 | unbekannt                 | unbekannt                | Nur auf der Tabula Peutingeriana verzeichnet, kein archäologischer Nachweis.         |                                                                                       |
| Traiectum ad Mosam         | Maastricht                       |                           |                          |                                                                                      |                                                                                       |

### Küstenverteidigung
In ihrem südlichen Bereich schloss die Küstenverteidigungslinie des Niedergermanischen Limes an die Sachsenküste an. Die in der folgenden Auflistung letzten drei genannten Garnisonen sind bereits diesem zuzurechnen. Sie befinden sich auch nicht mehr auf dem Gebiet der Provinz Germania inferior/Germania secunda, sondern auf dem der Gallia Belgica/Belgica secunda. Die Mündung der Schelde bildete die Grenze zwischen den Provinzen.
| Name                         | Ort                       | Beginn | Ende | Anmerkungen       | Kategorie                               |
| ---------------------------- | ------------------------- | ------ | ---- | ----------------- | --------------------------------------- |
| Kleinkastell Scheveningseweg | Den Haag                  |        |      | Germania inferior | vermutetes Auxiliarkastell              |
| Kleinkastell Ockenburgh      | Den Haag                  |        |      | Germania inferior | Kleinkastell, Kohortenkastell und Vicus |
| Kastell Naaldwijk            | Westland                  |        |      | Germania inferior | vermuteter Flottenstützpunkt            |
| Kastell Oostvoorne           | Voorne aan Zee-Oostvoorne |        |      | Germania inferior | abgegangen                              |
| Kastell und Vicus Goedereede | Goedereede                |        |      | Germania inferior |                                         |
| Kastell Roompot              | Walcheren                 |        |      | Germania inferior | abgegangen                              |
| Kastell Oostkapelle          | Walcheren                 |        |      | Germania inferior |                                         |
| Kastell Aardenburg           | Aardenburg                |        |      | Gallia Belgica    |                                         |
| Kastell Maldegem             | Maldegem-Vake             |        |      | Gallia Belgica    |                                         |
| Kastell Oudenburg            | Oudenburg                 |        |      | Gallia Belgica    |                                         |

## Weltkulturerbe
Im Januar 2020 stellten die Bundesländer Nordrhein-Westfalen und Rheinland-Pfalz unter Federführung der Niederlande den Antrag, den Niedergermanischen Limes aus der Römerzeit als Weltkulturerbe der UNESCO aufzunehmen. Am 27. Juli 2021 wurde auf der UNESCO-Komitee-Sitzung im chinesischen Fuzhou dieser Teilabschnitt des Limes als Weltkulturerbe ausgezeichnet.